# Collegium Aureum
«Collegium Aureum» (лат. «Золотая коллегия») — немецкий камерный оркестр, один из старейших «барочных оркестров». Основан в 1962 году во Фрайбурге. Музыканты оркестра играли на так называемых «исторических» инструментах, типичных для движения аутентичного исполнительства. Расцвет творческой активности — вторая половина 1960-х и первая половина 1970-х гг. Точная дата расформирования коллектива неизвестна.

## Краткая характеристика
Collegium Aureum был основан в 1962 году немецким отделением звукозаписывающей фирмы Harmonia mundi во Фрайбурге. Его ядро составили музыканты инструментального ансамбля «Ренессанс» (Renaissance Chamber Ensemble), участвовавшего в концертах и записях средневековой музыки вокального ансамбля А. Деллера (Deller Consort) в 1960-61 гг. Помимо инструменталистов «Ренессанса»  (флейтист Ганс-Мартин Линде, гобоист Хельмут Хукке, органист Рудольф Эверхарт, гамбист Иоганнес Кох и другие) в базовый состав Collegium Aureum вошёл скрипач Францйозеф Майер, который возглавил секцию струнных инструментов. Первые пластинки под новым брендом (мадригальная комедия О. Векки «Амфипарнас» и попурри из танцевальной музыки XVI века) вышли в 1962 и были посвящены музыке эпохи Ренессанса. Однако уже с 1963 года репертуар Collegium Aureum был переориентирован на XVIII век, и ренессансная музыка стала занимать в нём лишь незначительное место.
Залогом успеха ансамбля стали так называемые «оригинальные», или «исторические», инструменты (позже типичные для движения аутентичного исполнительства), исполнение на которых общеизвестной барочной и классической музыки придавало ей свежий и пряный тембровый колорит. С оркестром сотрудничали видные аутентисты своего времени — Густав Леонхардт, братья Кёйкен, Райнхард Гёбель и др. Члены ансамбля также изредка аккомпанировали в записях музыки эпохи Возрождения, например, с хором мальчиков из Бад-Тёльца участвовали в записи мессы Г. Дюфаи «Se la face ay pale» (1964), с «Деллер-консортом» — подборка мадригалов К. Монтеверди (1967), c британским ансамблем «Pro cantione antiqua» — мессы Й. Окегема «Ecce ancilla Domini» (1972).
В первые годы существования коллектива функции музыкального руководителя и дирижёра выполнял Ф. Майер, позже концерты коллектива проходили под руководством разных музыкантов (Г. Леонхардт, А. Деллер, Ф. Майер, Райнхард Петерс, Иренеу Сегарра, Георг Ратцингер и мн. др.), на аудиозаписях часто дирижёр вовсе не указан. Расцвет деятельности Collegium Aureum пришёлся на вторую половину 1960-х и первую половину 1970-х гг., когда оркестром были выпущены многие аудиозаписи барочной музыки, в том числе, редко исполняющейся. В 1967 оркестр с успехом выступил с барочной программой на международном оперном фестивале в Экс-ан-Провансе. Выступал с гастролями в разных странах мирах, в том числе, в СССР. С 1974 года репертуар Collegium Aureum стал захватывать также романтиков XIX века. Наряду с «историческими» инструментами стали использоваться и современные. В 1970-е годы с оркестром сотрудничали известные пианисты П. Бадура-Скода и Й. Демус. Точная дата расформирования коллектива неизвестна (последняя коммерческая аудиозапись Collegium Aureum датирована 1986 г.)

## Избранная дискография
Примечание. Указаны годы записи альбомов (даты в скобках — годы выпуска). Если не указано иное, торговая марка - Deutsche Harmonia mundi.
- 1962 О. Векки. Амфипарнас (с «Деллер-консортом»; полная версия на 2 LP)
- 1962 Танцевальная музыка эпохи Ренессанса (выборка)[2]
- (1962) И. Кристиан Бах. Confitebor tibi Domine (с хором Айнзидельнского монастыря)
- (1962) Г. Ф. Гендель. Кантата «Silete venti» (с Г. Лукомской)
- 1963 Й. Гайдн. Salve Regina; В. А. Моцарт. Литания KV 109. Церковные сонаты
- (1963) К. Стамиц. Две симфонии
- 1964 Ж. Ф. Рамо. Сюита из оперы «Дардан»
- 1964 Г. Дюфаи. Месса «Se la face ay pale» (с хором мальчиков Бад-Тёльца)
- (1965) И. С. Бах. Бранденбургские концерты (целиком, 2 LP; партия клавесина — Г. Леонхардт)
- (1965) Г. Пёрселл, Ж. Б. Люлли. Сюиты из театральной музыки
- (1966) А. Кампра. Сюита из оперы «Венецианские празднества в Париже»
- (1967) К. Стамиц. Музыка в замке Шветцинген (альтовый концерт и симфония)
- 1967 Ж. Ф. Рамо. Сюита из оперы «Галантные Индии»
- 1967 К. Монтеверди. Мадригалы (с «Деллер-консортом»)
- (1967) Гендель. Концерты для органа с оркестром (солист - Рудольф Эверхарт)
- 1968 Бах. Кантата № 106; Телеман. Траурная кантата (с хором Ахенского собора; дирижёр Рудольф Поль)
- (1968) Бах. Светские кантаты (№№ 202, 209, 211, 212), зап. 1964-1968
- (1968) К. Ф. Э. Бах. Клавирные концерты (солисты - Г. Леонхардт и А. Кёртис)
- (1969) И. С. Бах. Три оркестровые сюиты (увертюры)
- (1969) А. Вивальди, П. Локателли, Т. Альбинони. Венецианские концерты
- 1969 Дж. Б. Перголези. Служанка-госпожа (концертная запись)
- 1969 А. Вивальди. Венецианские концерты и сонаты
- (1970) Гендель. Concerti grossi, op. 3 (целиком, 2 LP)
- 1970 В. А. Моцарт. Клавирные концерты №№ 8, 26 (солист - Й. Демус)
- 1970 И. Кристиан Бах. Три лондонские симфонии
- 1971 Гендель. Музыка фейерверка. Музыка на воде
- (1972) Г. Ф. Телеман.  Кантаты и камерные сонаты
- 1972 Бах. Магнификат. Кантата № 110 (дирижёр Герхардт Шмидт-Гаден) // BASF
- 1972 Й. Окегем. Месса «Ecce ancilla Domini» (с ансамблем «Pro cantione antiqua»)
- 1973 Моцарт. Симфонии KV 550, KV 319
- 1973 Моцарт. Коронационная месса, KV 317
- 1973 Бах. Рождественская оратория, BWV 248 (с хором мальчиков Бад-Тёльца)
- 1973 Перголези. Missa Romana  (с хором мальчиков Бад-Тёльца и хоральной школой Монсерратского монастыря)
- 1974 Л. ван Бетховен. Тройной концерт. Концерт № 4 (солисты П. Бадура-Скода и др.)
- 1974 Ф. Шуберт. Форельный квинтет (с Й. Демусом)
- 1975 Моцарт. Клавирные концерты №№ 21, 23 (солист - Й. Демус)
- 1975 Гендель. Concerti grossi, op. 6 (целиком, 3 LP)
- 1977 Бетховен. Торжественная месса (дир. Wolfgang Gönnenwein)[3]
- 1977 Бах. Кантаты 137, 190 // EMI
- 1977 А. Вивальди. Времена года (солист - Ф. Майер)
- 1982 Г. И. Ф. Бибер. Месса св. Генриха (с хором «Regensburger Domspatzen»). Две камерные сонаты
- 1982 К. Ф. Э. Бах. Клавирные концерты (солисты - Г. Леонхардт, Й. Иммерзель, А. Кёртис, Э. Л. Келли)
- 1986 Моцарт. Концерт для кларнета KV 622. Концерт для гобоя KV 314